# امباسا
امباسا (به انگلیسی: Ambassa) یک منطقهٔ مسکونی در هند است که در تریپورا واقع شده‌است.

## خصوصیات
امباسا ۶٬۰۵۲ نفر جمعیت دارد.